# 策略婚姻
策略婚姻是指一种并非基于爱情的婚约，是家族、国家或个人为了得到某种重要的权益而构建的婚姻。又稱形式婚姻、政治婚姻、权宜婚姻。
策略婚姻是家族、国家或者個人之间为了保护财产、商業利益及政治地位而订立，所以大多都是包辦婚姻。策略婚姻历史悠久，在中国，自先秦时代起，就是统治者之间进行政治交往的重要方式之一。西汉起，有和親。而由皇帝或皇室主导的策略婚姻又称赐婚:81、指婚:78。